# تسارندورف
تسارندورف (به آلمانی: Zarrendorf) یک شهر در آلمان است که در فرپومرن-روگن واقع شده‌است. تسارندورف ۱٬۱۱۱ نفر جمعیت دارد.